# Boaz (Alabama)
Boaz város az USA Alabama államában, Marshall megyében. Lakosainak száma 10 107 fő (2020. április 1.).

## Népesség
A település népességének változása:

| 2010 | 9 551  |
| 2020 | 10 107 |